# سهم الماء كبير الأوراق
سهمية كبيرة الأوراق (الاسم العلمي:Sagittaria macrophylla) هي نوع من النباتات تتبع جنس السهمية من الفصيلة المزمارية.